# Диван Физули на азербайджанском
Диван Физули на азербайджанском языке. Один из трёх диванов, созданных поэтом. Остальные два написаны на персидском и арабском языках. Диван содержит несколько панегирики, рубаи и триста газелей.
Самая старинная известная рукопись дивана хранится в Институте рукописей Академии наук Азербайджана в Баку, написанная не позднее конца XVI века. Она была передана в учреждение Салманом Мумтазом, состоит из 65 листов, каждая из которых содержит 20 строк. Рукопись дивана украшают две миниатюры. На последней странице рукописи имеется печать ее владельца с датой: 1038 год хиджры (1628).
Диван издавался несколько раз. В 1924 году диван был издан турецким филологом и публицистом Мехмет Фуатом Кёпрюлю под названием «Мусаххаби кюллияти дивани Физули». В 1948 году диван был издан в Стамбуле турецким историком литературы Абдульбаки Гёлпынарлы (второе издание — 1961 года). Также на основе старинных рукопией диван Физули был составлен и издан Институтом литературы и языка имени Низами в Баку.